# Bah Lias
Bah Lias is een bestuurslaag in het regentschap Simalungun van de provincie Noord-Sumatra, Indonesië. Bah Lias telt 2686 inwoners (volkstelling 2010).